# Erik Holmstensson (Rosenstråle)
Erik Holmstensson (Rosenstråle), född före 1432, död före 14 september 1479, riksråd och nobilis vir Ericus Holmtensson mile Lincopensis diocesis – her Erik Holmstensson riddare.

## Biografi
Erik Holmstensson var son till riksrådet Holmsten Johansson (Rosenstråle).
Han var herre till Sonstorps herrgård samt Tuna i Rystads socken, Östergötland, som han den 20 juli 1451 bytte till sig. Där bodde han också en tid, men flyttade sedan tillbaka till Sonstorps herrgård. Den 28 januari 1442 blev han häradshövding i Bråbo härad. Den 29 juni 1448 dubbades han till riddare vid kung Karl Knutssons kröning. Vid riksdagen i Arboga den 10 juni 1450 utnämndes han till riksråd, då rådet tillstyrkte Karl Knutsson att avstå Norge. Jämte två andra riddare satt han inför rätta i Linköping den 17 april 1458 och var den 4 september 1471 i Vadstena bland de riksråd, som uppsade kung Kristian I tro och lydnad. Med sin hustrus samtycke utfärdade han, för sin faders själ den 24 augusti 1475, genom ett gåvobrev Kattorp på Östbo ägor till klockarbol för Hällestads klockare. Året därpå gav han en tredjedel av hemmanet Borggård i Finspång till kyrkan. Den 2 januari 1478 (octava S:ti Stefani) skänkte han även en humlegård till Kattorps klockarbol.
Han levde ännu den 15 augusti 1478, då hustrun Gunnur med hans samtycke skänkte jord till Alvastra kloster, men dog före den 14 september 1479. Arvskifte förrättades efter honom. Hustrun gjorde sitt testamente 2 augusti 1489 i Vadstena, då hon gav sitt gods till klostret som själagift för sig, sin avlidne man och bägges deras föräldrar, men levde ännu 29 juli 1500, då hon gav gods till Vreta kloster för sig, sin husbonde och begges våra barns lägerstad och för begges våra föräldrar, som där hvila.

### Familj
Erik Holmstensson gifte sig 28 juli 1432 på Sonstorps herrgård (morgongåva) med Gunnur Torbernsdotter, dotter av häradshövdingen Torbjörn Torstensson Kärling (Sparre) i Vartofta härad och Katarina Tubbesdotter. De fick tillsammans barnen nunnan Birgitta Eriksdotter (död före 1500) på Vreta kloster, munken Torbern Eriksson (död före 1500) i Krokeks kloster, häradshövdingen Jöns Eriksson (Rosenstråle) i Hanekinds härad och väpnaren Holmsten Eriksson (död före 1535). Barnens moder Gunnor Torbjörnsdotter Kärling flyttade på ålderns höst till Vreta kloster för att tillbringa sina sista år i den för hennes släkt betydelsefulla klosteranläggning. Katarina Tubbadotter begravdes där liksom många av hennes släktingar.[källa behövs]